# Rudolf Kroboth (Politiker)
Rudolf Kroboth (* 5. September 1887 in Hoflenz (Mlýnický Dvůr), Mähren; † 30. Juli 1964 in Eisenstadt) war ein österreichischer Landwirt und Politiker (CS). Er war Abgeordneter zum Nationalrat.

## Leben
Kroboth war als Landwirt in Donnerskirchen tätig und war Geschäftsführer der Raiffeisenkasse. Im wurde 1931 der Berufstitel Ökonomierat verliehen.
Kroboth war verheiratet.

## Politik
Kroboth übernahm am 4. Februar 1923 die Funktion des Obmanns des Christlichen burgenländischen Bauernbundes und war Mitglied des Landesparteivorstandes sowie zwischen dem 29. Mai 1928 und dem 28. Juni 1932 1. Obmann-Stellvertreter der Christlichsozialen Partei. Kroboth gehörte zwischen dem 20. November 1923 und dem 18. Mai 1927 sowie zwischen dem 17. Jänner 1928 und dem 1. Oktober 1930 als Abgeordneter dem Nationalrat an. 